# Victoria Sandell Svensson
Victoria Margareta Sandell Svensson (Rånnaväg, 18 maggio 1977) è un'ex calciatrice svedese, di ruolo attaccante.
Durante la sua quasi ventennale carriera "Vickan", come era soprannominata, ha giocato sempre nel campionato svedese femminile di calcio laureandosi per quattro volte campione di Svezia e vincendo tre Coppe di Svezia, ai quali si aggiungono numerosi premi individuali tra i quali per tre volte il titolo di capocannoniere del campionato e per due il Diamantbollen (Calciatrice dell'anno). Ha inoltre indossato la maglia della nazionale svedese, collezionando tra il 1996 e il 2009, anno del suo ritiro, 166 presenze con 68 reti realizzate e due secondi posti all'Europeo di Germania 2001 e al Mondiale degli Stati Uniti 2003.

## Biografia
Nota semplicemente come Sandell Svensson durante la carriera, nell'aprile 2008 sposa la compagna Camilla Sandell, sorella gemella dell'ex calciatrice nazionale Cecilia Sandell, assumendo così anche il cognome della moglie.
Nel 2009 è nominata ambasciatore del Lilla barnets fond, organizzazione non a scopo di lucro a sostegno della ricerca sui neonati.
Nel 2013 appare, assieme a molte altre colleghe, nel programma televisivo Den andra sporten, un documentario in tre puntate realizzato dalla SVT, la compagnia pubblica televisiva di stato svedese, sul mondo del calcio femminile in Svezia.

## Carriera

### Club
Victoria Svensson mostra interesse per il calcio fin dai primissimi anni d'età, iscrivendosi con il Gällstads IF, società polisportiva dell'omonimo centro del comune di Ulricehamn, e giocando nelle sue formazioni giovanili fino al trasferimento al vicino Grönahögs IK.
Nel 1991 sottoscrive un accordo con il Nittorps Idrottsklubb, polisportiva che ha tra le sue sezioni anche quella di calcio femminile, con la squadra iscritta alla Division 1, terzo livello del campionato svedese femminile di calcio, rimanendo con la società del centro abitato del comune di Tranemo per sei stagioni consecutive.
Durante il calciomercato invernale 1996-1997 si trasferisce al Jitex BK BK/JG93, squadra iscritta al campionato di Damallsvenskan 1997 e che l'anno prima aveva concluso tra le prime posizioni in classifica. La scelta non si rivelò positiva, con la squadra incapace di risalire dalle ultime posizioni e che al termine del campionato conclude al dodicesimo e ultimo posto con la conseguente retrocessione nel campionato cadetto.
Nel 1998 passa alle campionesse in carica dell'Älvsjö AIK, società con la quale conquista i suoi primi trofei, con la squadra classificatosi al primo posto dei campionati di Damallsvenskan 1998, grazie anche alle sue 32 reti che la rendono migliore realizzatrice del campionato, e 1999, e vincendo inoltre la Svenska Cupen damer, la Coppa di Svezia riservata al calcio femminile, al termine della stagione 1998-1999. In questo periodo Svensson conquista un nuovo titolo di capocannoniere del campionato 2001 con 34 reti siglate.
Il sodalizio continua dopo che l'Älvsjö AIK nel 2003 decide di fondersi con il Djurgårdens IF presentando una squadra di calcio femminile che rappresentasse congiuntamente le due società in Damallsvenskan. L'accordo porta subito importanti frutti sportivi, con la conquista del campionato d'esordio, dove con 23 reti Svensson conquista il suo terzo titolo di capocannoniere della Damallsvenskan, e quello successivo, conquistando anche la Coppa di Svezia nel 2004 e 2005. I risultati della squadra le garantiscono l'accesso alla UEFA Women's Cup, torneo riservato alle squadre di calcio femminile vincitrici dei rispettivi campionati della zona UEFA, e dove Svensson debutta il 14 settembre 2004, in occasione del secondo girone di qualificazione alla stagione 2004-2005, nell'incontro vinto per 5-0 sulle avversarie e Campionesse di Grecia dell'AE Aegina. In quella stagione la squadra otterrà la migliore prestazione sportiva in campo internazionale, raggiungendo il secondo posto con la doppia Finale persa in favore delle tedesche del Turbine Potsdam.
Del 2007 è la decisione della scissione delle due società e Svensson continua l'attività per altri tre campionati con il rinnovato Djurgården, con la squadra che si classifica al secondo posto nel campionato di Damallsvenskan 2007, per dichiarare l'8 ottobre 2009 il suo ritiro dal calcio giocato al termine del campionato di Damallsvenskan 2009. Il 7 novembre 2009, alla 22ª giornata, quella conclusiva del campionato, al suo 267º e ultimo incontro giocato, ha realizzato la sua 259ª rete in Damallsvenskan, quella che vede superare con il risultato di 1-0 le avversarie dell'Hammarby, e che porta a 14 le sue reti in campionato, risultato che le valgono il titolo di vicecapocannoniere 2009, a pari merito con Ramona Bachmann (Umeå IK) e dietro a Linnea Liljegärd (22 reti, Kopparbergs/Göteborg).

### Nazionale
Svensson inizia ad essere convocata dalla federazione calcistica della Svezia (Svenska Fotbollförbundet) - SvFF) fin dal 1993, inizialmente nella formazione Under-16, dove totalizza 8 presenze realizzando 9 reti, per indossare già dallo stesso anno quella della Under-20 con la quale rimane fino al 1996, anno in cui viene promossa nella nazionale maggiore.
Inserita in rosa dall'allora selezionatrice Marika Domanski-Lyfors per la fase finale del campionato europeo di Norvegia e Svezia 1997, Svensson fa il suo debutto nel torneo il 29 giugno 1997, primo incontro della sua nazionale del gruppo A e dove la Svezia supera per 2-1 le avversarie della Russia. Condivide con le compagne il percorso interrotto alle semifinali dalla Germania che la supera per 1-0 eliminandola dal torneo e che nella finale conquisterà il suo quarto titolo ai danni dell'Italia.
Domanski-Lyfors continua a darle fiducia, inserendola in rosa con regolarità nei successivi Europei di Germania 2001, dove la Svezia arriva in finale, perdendola nuovamente con la Germania, e Inghilterra 2005, ai Mondiali degli Stati Uniti 1999 e Stati Uniti 2003, dove in questi ultimi la Svezia arriva in finale, perdendola sempre con la Germania e dove Svensson si mette in luce realizzando 3 reti, migliore marcatrice della Svezia a pari merito con Hanna Ljungberg, conquistando il Pallone d'argento e venendo inserita anche nell'All star team, e nei tornei olimpici di calcio femminile di Sydney 2000 e Atene 2004.
Con l'avvicendamento sulla panchina della nazionale, affidata dal 2005 a Thomas Dennerby, Svensson è convocata dal nuovo tecnico  sia per il Mondiale di Cina 2007 che per le Olimpiadi di Pechino 2008 ed Europeo di Finlandia 2009. In quest'ultimo gioca tutti i quattro incontri giocati dalla sua nazionale, i tre della fase a gironi e quello dei Quarti di finale perso 3-1 con la Norvegia, la sua 166ª e ultima partita in nazionale, e dove realizza tre reti, compresa quella dei Quarti, seconda marcatrice del torneo a pari merito con la tedesca Fatmire Bajramaj e l'inglese Eniola Aluko, e dietro solo alla tedesca Inka Grings (6 reti). L'incontro con la Norvegia ferma a 68 le reti realizzate, tra le quali la cinquina inflitta in amichevole alla Romania il 16 giugno 2007, incontro poi terminato 7-0 per le svedesi, stabilendo un nuovo primato per un giocatore in una partita riservata a nazionali femminili.

### Dirigente
Nel 2009 le viene affidato il ruolo di direttore sportivo del suo club, il Djurgården, dove dal 2003 ha anche avuto una posizione nel dipartimento marketing. Inoltre, durante l'Europeo di Svezia 2013 ha ricoperto il ruolo di ambasciatrice e successivamente di responsabile per gli ospiti della squadra durante il torneo.

### Allenatore
Svensson venne chiamata dalla federazione svedese per affidarle la conduzione tecnica della formazione femminile Under-16 impegnata alla Nordic Cup 2015, incarico che non venne rinnovato oltre quell'impegno.

## Palmarès

### Club
- Damallsvenskan: 4

Älvsjö: 1998, 1999
Djurgården/Älvsjö: 2003, 2004
- Svenska Cupen femminile: 3

Älvsjö: 1998-1999
Djurgården/Älvsjö: 2004, 2005

### Nazionale
- Algarve Cup: 2

2001, 2009

### Individuali
- Diamantbollen: 2

1998, 2003
- Capocannoniere della Damallsvenskan: 3

1998 (32 reti), 2001 (34 reti), 2003 (23 reti)
- Migliore attaccante svedese donna: 2

2003, 2004
- Pallone d'argento

Mondiale degli Stati Uniti 2003
- All star team

Mondiale degli Stati Uniti 2003